# Distrito de Kollam
Kollam (en malayalam; കൊല്ലം ജില്ല) es un distrito de India, en el estado de Kerala. 
Comprende una superficie de 2498 km². Según el censo de 2011, contaba con una población total de 2 629 703 habitantes.
El centro administrativo es la ciudad de Kollam.
Dos tercios de la población son hinduistas (64.42%), habiendo minorías destacables de musulmanes (19.3%) y cristianos (16%). El malabar es el único idioma hablado en la mayor parte del distrito, aunque en la capital distrital está también extendido el tamil. La alfabetización alcanza al 94.09% de la población.

## Organización territorial
Se divide en seis talukas: Kollam (con capital en Paravur), Karunagappalli, Kunnathur (con capital en Sasthamkotta), Kottarakkara, Punalur y Pathanapuram. En cuanto a la autonomía local específica de las ciudades, la capital Kollam posee el estatus de corporación municipal desde 2000, mientras que otras cuatro ciudades funcionan como municipios: Paravur, Karunagappally, Punalur y Kottarakkara.